# Леман (Верхний Рейн)
Лема́н (фр. Leymen, нем. Leimen Ла́ймен) — коммуна на северо-востоке Франции в регионе Гранд-Эст (бывший Эльзас — Шампань — Арденны — Лотарингия), департамент Верхний Рейн, округ Мюлуз, кантон Сен-Луи. До марта 2015 года коммуна административно входила в состав упразднённого кантона Юненг (округ Мюлуз).

## Географическое положение
Коммуна расположена рядом с государственной границей со Швейцарией.
Площадь коммуны — 11,64 км², население — 1112 человек (2006) с тенденцией к росту: 1165 человек (2012), плотность населения — 100,1 чел/км².

## Население
Численность населения коммуны в 2011 году составляла 1151 человек, а в 2012 году — 1165 человек.
| 1962 | 1968 | 1975 | 1982 | 1990 | 1999 | 2006 | 2007 | 2011 | 2012 |
| ---- | ---- | ---- | ---- | ---- | ---- | ---- | ---- | ---- | ---- |
| 870  | 931  | 937  | 896  | 915  | 1055 | 1112 | 1120 | 1151 | 1165 |

Динамика населения:

## Экономика
В 2010 году из 748 человек трудоспособного возраста (от 15 до 64 лет) 560 были экономически активными, 188 — неактивными (показатель активности 74,9 %, в 1999 году — 69,5 %). Из 560 активных трудоспособных жителей работали 525 человек (284 мужчины и 241 женщина), 35 числились безработными (23 мужчины и 12 женщин). Среди 188 трудоспособных неактивных граждан 47 были учениками либо студентами, 54 — пенсионерами, а ещё 87 — были неактивны в силу других причин.
На протяжении 2011 года в коммуне числилось 495 облагаемых налогом домохозяйств, в которых проживало 1141 человек. При этом медиана доходов составила 37126 евро на одного налогоплательщика.

## Транспорт
Через коммуну Леман проходит линия базельского трамвая (маршрут № 10, обслуживается BLT). Это — одна из пяти существующих в мире международных трамвайных линий. В Лемане расположен разъезд (линия одноколейная) и старое здание трамвайной станции.

## Достопримечательности (фотогалерея)
- Церковь Сен-Лежер (Saint-Léger)
- Шато де Ландскрон (Château du Landskron) — руины средневекового замка, основаного в 1297 году.

- Руины шато
- Церковь Сен-Лежер
- Здание мэрии-школы
- Трамвайный вокзал